# Home theater

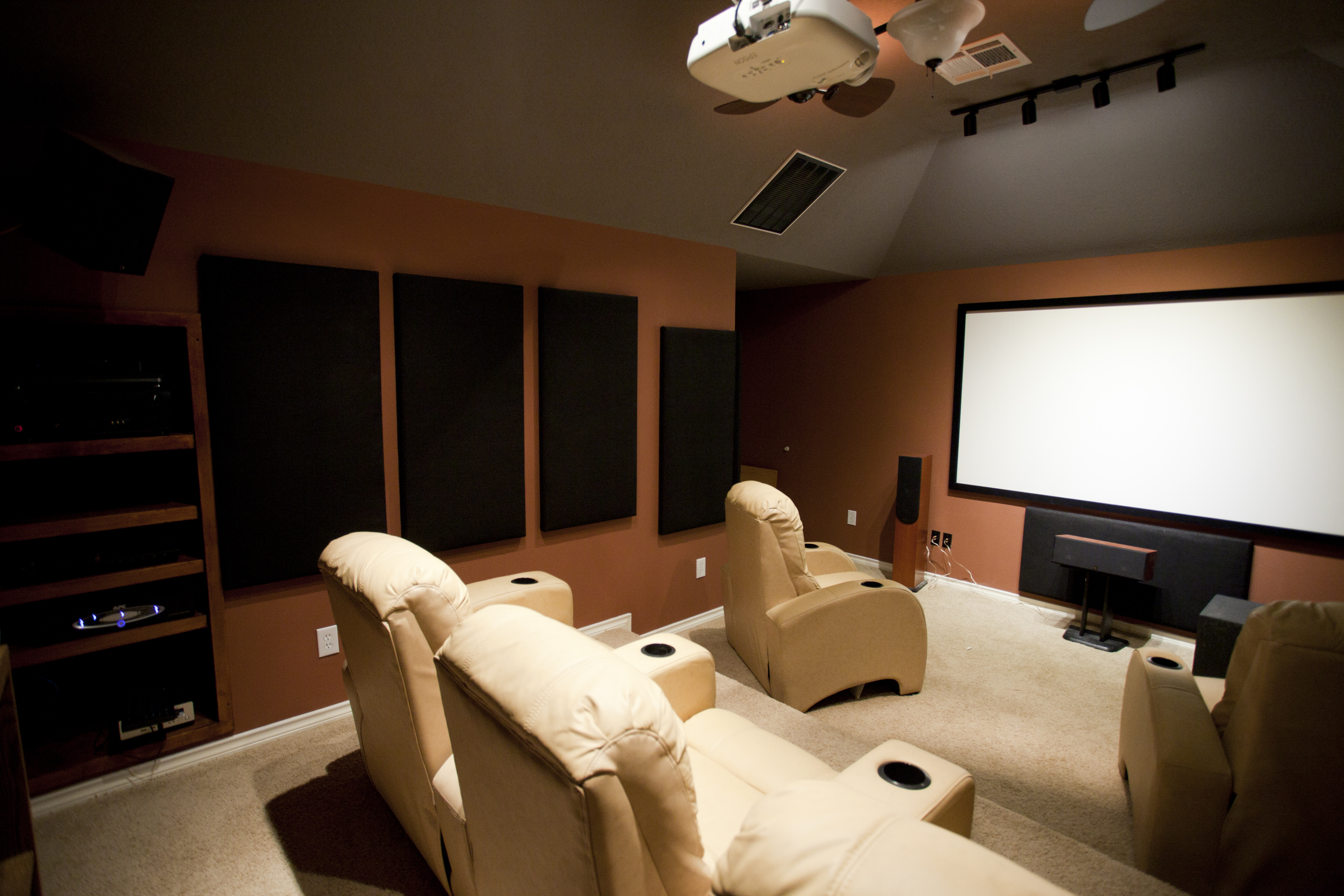
Home theater dedicado.

Home Theater, também conhecido como home cinema ou cinema em casa, é o nome que se dá ao hobby que consiste em montar pequenas salas de cinema em residências usando sofisticados aparelhos eletrônicos.
A técnica começou na década de 1970 com o advento do videocassete e de amplificadores específicos, chamados de receivers (receptores).
Nos anos 1990, esse que é considerado um nicho de mercado dos eletrônicos ganhou mais visibilidade com o progresso da tecnologia digital em substituição à analógica. O segmento Home Theater é hoje tido como o responsável pela aprovação de novos produtos e tecnologias junto ao público consumidor. É nele que são iniciados os processos de comercialização de mídias como o DVD (disco de vídeo digital) e posteriormente aprovados por seus consumidores. Muitas tecnologias promissoras já foram "reprovadas" por esse segmento e consequentemente abandonadas pelas empresas: o Laserdisc, o VCD, o MiniDisc e o S-VHS são bons exemplos.
Em termos de som, as tecnologias de áudio multicanal que mais obtiveram sucesso neste meio são a DTS e Dolby 5.1. Estas permitem a reprodução de áudio em até 8 canais. Para usufruir disso, é necessário ter aparelhagem compatível: geralmente um receptor com selo DTS ou Dolby, e que o DVD a ser reproduzido tenha sido gravado numa dessas tecnologias.
Mais recentemente o advento dos formatos de alta definição Blu-ray e o HD DVD, assim como as transmissões de TV Digital trouxeram novo destaque a esse setor, além dos novos formatos de áudio, DTS-HD, Dolby-HD, Multi-Channel PCM disponíveis nos novos discos.